# Корабль в Пусан
«Корабль в Пусан» (늑대사냥; Hanja: Neukdaesanyang; букв. Wolf Hunt) — южнокорейский научно-фантастический боевик-триллер 2022 года, снятый режиссёром Ким Хон Соном. 
В фильмах рассказывается история, происходящая на грузовом корабле, используемом для перевозки опасных преступников из Манилы (Филиппины), в Пусан. После отплытия корабля происходит попытка побега, которая станет настоящим кошмаров для всех присутствующих на борту! 
Премьера фильма состоялась 16 сентября 2022 года на Международном кинофестивале в Торонто в 2022 году, а 21 сентября 2022 года он был показан в кинотеатрах Южной Кореи (студия[чего?] The Contents ON). 

Премьера в России — 24 ноября 2022 года (прокатчик Exponenta Film; несмотря на данное фильму название в российском кинопрокате, он никак не связан с фильмами «Поезд в Пусан» и «Поезд в Пусан 2: Полуостров»).

## Награды
| Премия                                                                              | Год                  | Номинация                                       | Претендент      | Итог      | Ref.        |
| ----------------------------------------------------------------------------------- | -------------------- | ----------------------------------------------- | --------------- | --------- | ----------- |
| Baeksang Arts Awards                                                                | Премия Пэксан (2023) | Лучший новый актёр                              | Со Ингук        | Номинация | [ 5 ]       |
| Кинофестиваль в Сиджесе                                                             | 2022                 | Специальный приз жюри                           | Ким Хонсон      | Победа    | [ 6 ] [ 7 ] |
| Кинофестиваль в Сиджесе                                                             | 2022                 | Лучшие специальные, визуальные или грим-эффекты | Корабль в Пусан | Победа    | [ 6 ] [ 7 ] |
| 6-й Канарский фестиваль фантастических фильмов Сьюдад-де-ла-Лагуна, остров Калавера | 2022                 | Лучший полнометражный фильм                     | Корабль в Пусан | Победа    | [ 8 ]       |